# 寺尾壽夫
寺尾 壽夫（てらお としお、1930年（昭和5年） - ）は、日本の医学者。専門は脳神経内科学。帝京大学名誉教授。静岡県出身。

## 経歴・人物
1930年1月、静岡県生まれ。1946年、静岡県立静岡中学校卒業。1949年、静岡高等学校 (旧制)卒業。1953年3月、東京大学医学部卒業。1954年6月、東京大学医学部冲中内科入局。1955年4月、東京大学大学院修了。1968年2月、西ドイツ留学（ヴッパータール）。1970年6月、メイヨー・クリニック（アメリカ）Research Associate。1977年11月、東京大学医学部第三内科講師、外来医長。1980年4月、帝京大学医学部第１内科教授。1988年4月、帝京大学医学部附属病院長。1991年11月、帝京大学医学部神経内科主任教授。1993年4月、帝京大学医学部長。1995年3月、退職、帝京大学名誉教授。2022年、帝京大学医学部附属病院医療安全管理に係る監査委員会委員長。

## 著書
- 『想い出は飛行機雲の彼方に』上巻 寺尾壽夫, 寺尾節子 著 文芸社 2013.10
- 『想い出は飛行機雲の彼方に』下巻 寺尾壽夫, 寺尾節子 著 文芸社2 013.10
- 『想い出のかけら』 寺尾節子, 寺尾壽夫 著	文芸社 2010.5
- 『想い出の欧州航路』 寺尾壽夫, 寺尾節子 著 文芸社 2007.12
- 『ネッター医学図譜 : 学生版』 Frank H.Netter（英語版） 著 ; 佐野圭司, 寺尾壽夫 監修 丸善 2005.9
- 『脳・神経疾患患者の看護』 寺尾寿夫ほか著 医学書院 1999.1
- 『臨床の基礎知識2』 鈴木慶二ほか執筆 ほうしょう 1995.3
- 『臨床の基礎知識4』 小松章ほか執筆 ほうしょう 1995.3
- 『臨床の基礎知識5』 小峯公江ほか執筆 ほうしょう 1995.3